# 中国外交部二十国集团事务特使列表
中国外交部二十国集团事务特使是中华人民共和国外交部任命的特使。

## 历任特使列表

### 中国外交部二十国集团事务特使（2015年至今）
2015年，中国外交部开始任命外交部二十国集团事务特使。
| 姓名   | 任命   | 免职   | 外交衔级 | 外交职务 | 备注 | 备注 |
| ------ | ------ | ------ | -------- | -------- | ---- | ---- |
| 王小龙 | 2015年 | 2021年 | 大使     | 特使     |      |      |
| 李克新 | 2021年 | 现任   | 大使     | 特使     |      |      |